# Chorro de Quevedo
La plazoleta del Chorro de Quevedo es un lugar público de Bogotá. En este lugar estableció su guarnición militar Gonzalo Jiménez de Quesada, antes de fundar la ciudad en este mismo lugar en 1538. Está ubicada en la calle 12B con carrera 2, en pleno centro histórico de la ciudad. Se encuentra enmarcada por construcciones coloniales y de principios del siglo XX.

## Historia
Según los cronistas, el sitio que ocupa el Chorro de Quevedo era desde donde el zipa muisca observaba toda la sabana de Bogotá.
En 1832 el lugar fue adquirido por el padre agustino Quevedo, quien instaló una fuente pública de agua. El chorro se mantuvo hasta 1896, cuando se derrumbó un muro que destruyó la fuente y algunas de las construcciones aledañas.

### sigloXX

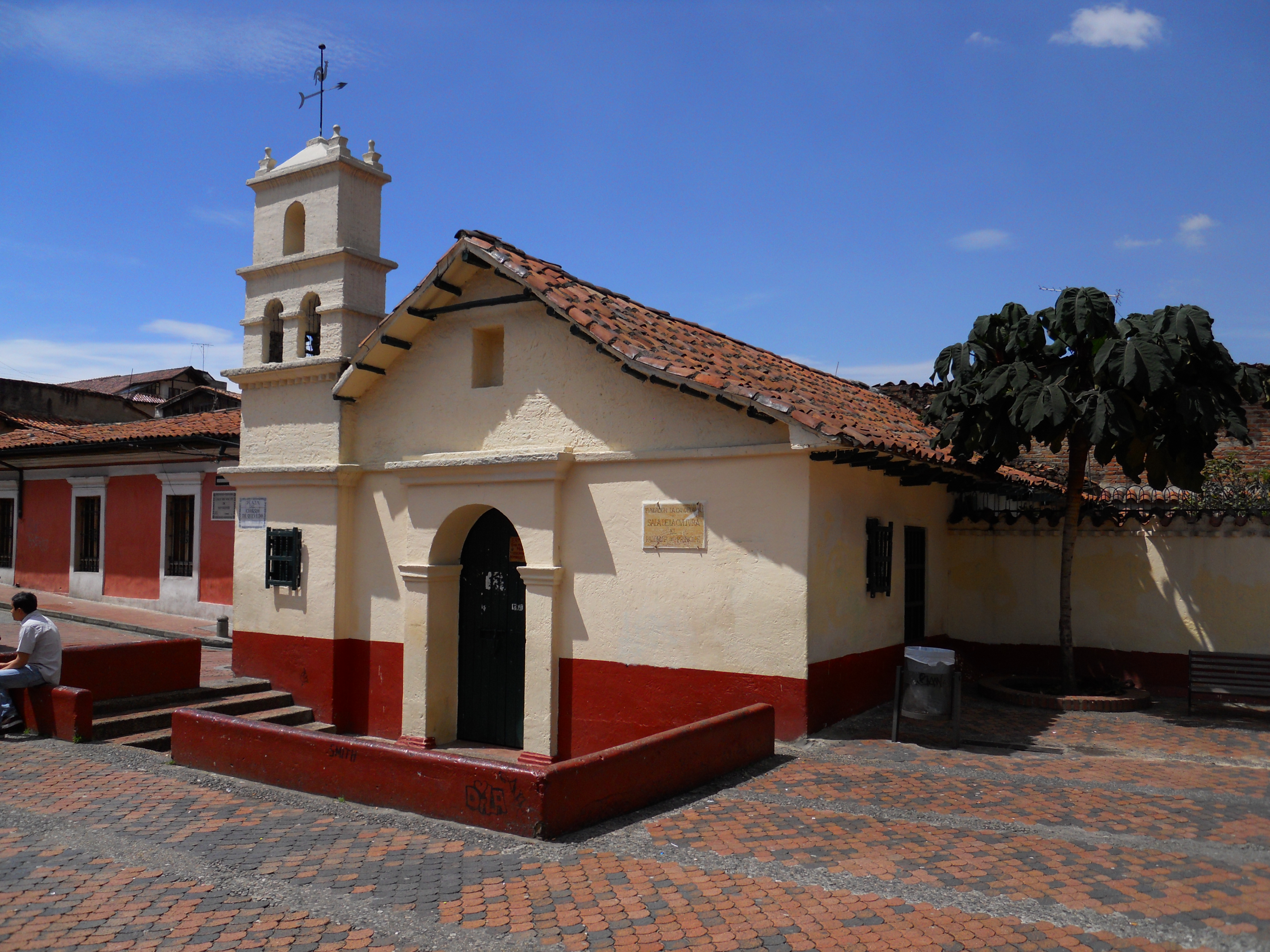
Ermita de San Miguel del Príncipe.

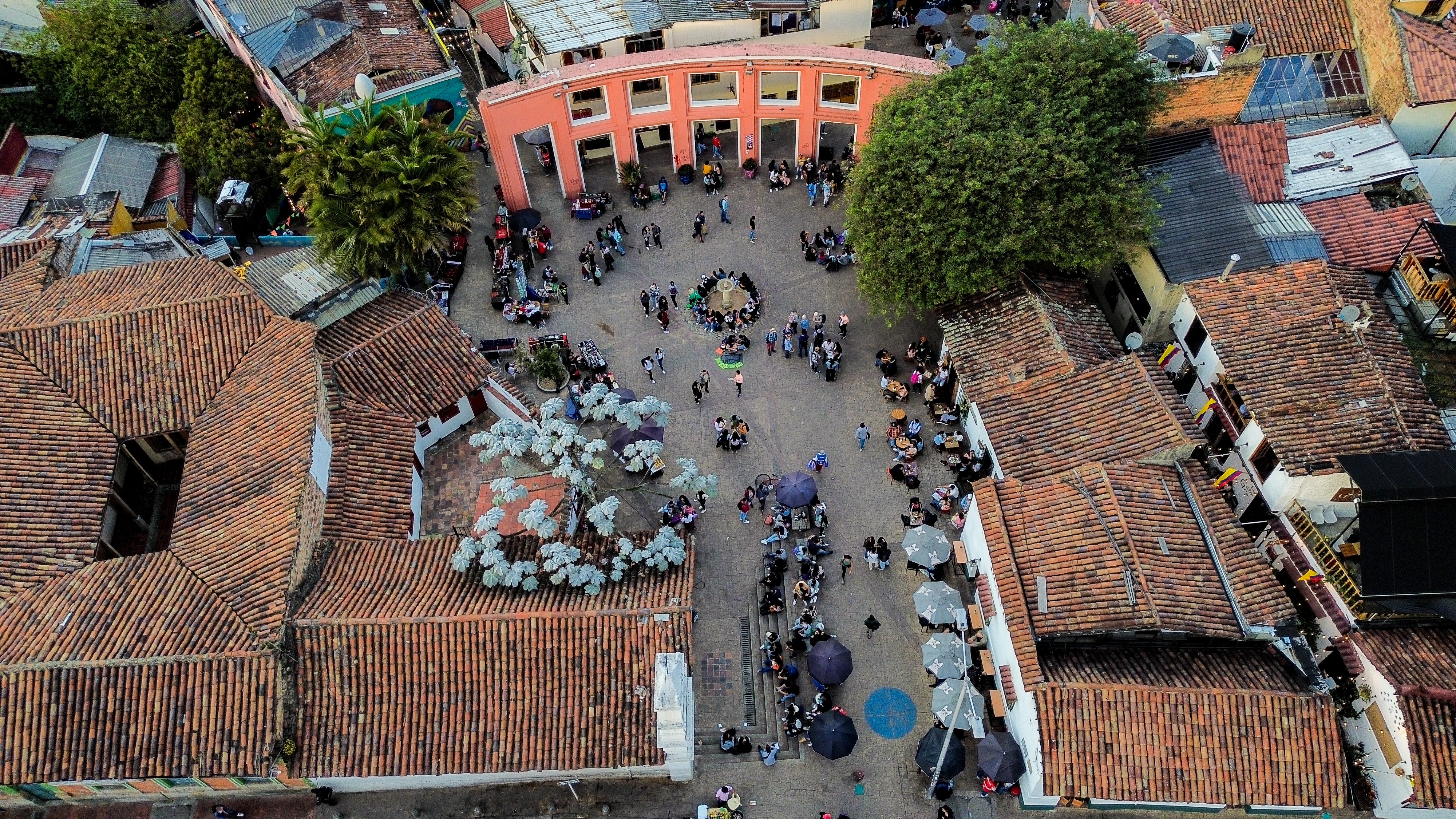
Vista aérea del Chorro de Quevedo, 2023.

En 1969 se reconstruyó la plazoleta basándose en algunas imágenes y maquetas antiguas y se instaló una pileta. Ese mismo año se construyó la Ermita de San Miguel del Príncipe a la imagen de la antigua Capilla del Humilladero, que fue la primera iglesia que tuvo Bogotá.